# Marco Osio
Marco Osio (Ancona, 13 gennaio 1966) è un allenatore di calcio ed ex calciatore italiano, di ruolo centrocampista, tecnico del Vicofertile.

## Carriera

### Giocatore

#### Gli esordi
Osio esordisce in Serie A il 19 febbraio 1984 con la maglia del Torino in occasione del match interno contro l'Avellino (4-2 per i granata). Fino al 1986 collezionerà in tutto 6 presenze con la maglia granata.
Per la stagione 1986-87 il club piemontese decide di girarlo in prestito all'Empoli, squadra neopromossa nella massima categoria. Il primo storico gol in Serie A per gli empolesi è firmato proprio da Osio, che con un colpo di testa ha deciso la gara del debutto vinta per 1-0 contro l'Inter.

#### I successi con il Parma
L'anno successivo Osio scende in Serie B, nuovamente in prestito, questa volta al Parma. Il centrocampista gioca con il club ducale anche negli anni seguenti, a partire dall'esperienza con il successore di Sacchi, Zdeněk Zeman, che sarà esonerato dopo qualche mese. Al termine della stagione 1989-1990, sotto la guida di Nevio Scala, Osio conquista la prima storica salita del Parma in Serie A, anche aprendo le marcature nel derby contro la Reggiana che ha garantito l'aritmetica promozione.
Al primo anno in A, il neopromosso Parma conquista un 6º posto che vale la qualificazione alla successiva Coppa UEFA. Nel 1991-92 gli emiliani arrivano in finale di Coppa Italia, disputata in un doppio incontro contro la Juventus: la sfida di andata a Torino è decisa da un rigore di Roberto Baggio a favore dei bianconeri, mentre il tabellino della gara di ritorno è aperto da un gol di Melli e chiuso proprio da una rete di Osio per il definitivo 2-0 che ha consegnato il trofeo ai parmensi.
Il Sindaco di Parma, questo il soprannome attribuitogli dai tifosi, è poi sceso in campo a Wembley nella finale di Coppa delle Coppe 1992-1993, vinta dal Parma per 3-1 contro i belgi dell'Anversa.

#### Torino, Brasile e gli ultimi anni da giocatore
Nel 1993 Osio rientra al Torino per una seconda parentesi, ma in due anni gioca solo 27 partite complici alcuni problemi a livello fisico. Nel 1995 diventa il primo calciatore italiano a giocare in un campionato brasiliano con il Palmeiras, squadra della città di San Paolo con cui ha conquistato anche il Campionato Paulista (1996), in una squadra che al tempo vedeva anche i futuri campioni del mondo Cafu e Rivaldo. La Parmalat all'epoca sponsorizzava sia il Parma sia il Palmeiras.
Al ritorno in Italia, ha esperienze in Serie C1 e C2 con il Saronno, la Pistoiese e il Faenza, prima di concludere tra le file del Crociati Parma.

### Allenatore
È rimasto ancora nel mondo del calcio, prima in qualità di team manager del Brescello, poi come vice ed infine come allenatore venendo esonerato nel 2002. Seguono esperienze con il Valle d'Aosta, la Pergolese, il Crociati Noceto ed infine per la stagione 2007-2008 viene ingaggiato dalla Nuorese, in Serie C2, prima di essere esonerato poche giornate dopo l'inizio del torneo.
Nel gennaio 2011 assume l'incarico di allenatore alla Fortis Juventus, società militante in Serie D girone E. Il 29 novembre 2011 subentra all'esonerato Massimiliano Favo quale allenatore dell'Ancona, ma il 2 febbraio 2012 si dimette.
Nel gennaio 2013 assume l'incarico di allenatore del Bellaria, in Lega Pro Seconda Divisione. Dal luglio 2013 siede invece sulla panchina del Rimini, nello stesso campionato, venendo esonerato il 24 febbraio 2014 dopo la sconfitta contro la Pergolettese, per poi essere richiamato il 18 marzo 2014. Dal 2020 dirigente e dal 2023 allenatore della Vicofertile

## Fuori dal campo

### Politica
Nel 2022 per la lista Vignali sindaco (centro-destra) è eletto consigliere comunale a Parma , contestualmente è nominato vice presidente settima commissione consiliare permanente.

## Statistiche

### Presenze e reti nei club
| Stagione         | Squadra          | Campionato       | Campionato | Campionato | Coppe nazionali | Coppe nazionali | Coppe nazionali | Coppe continentali | Coppe continentali | Coppe continentali | Altre coppe | Altre coppe | Altre coppe | Totale | Totale |
| Stagione         | Squadra          | Comp             | Pres       | Reti       | Comp            | Pres            | Reti            | Comp               | Pres               | Reti               | Comp        | Pres        | Reti        | Pres   | Reti   |
| ---------------- | ---------------- | ---------------- | ---------- | ---------- | --------------- | --------------- | --------------- | ------------------ | ------------------ | ------------------ | ----------- | ----------- | ----------- | ------ | ------ |
| 1983-1984        | Torino           | A                | 1          | 0          | CI              | 0               | 0               | -                  | -                  | -                  | -           | -           | -           | 1      | 0      |
| 1984-1985        | Torino           | A                | 0          | 0          | CI              | 1               | 0               | -                  | -                  | -                  | -           | -           | -           | 1      | 0      |
| 1985-1986        | Torino           | A                | 5          | 0          | CI              | 2               | 0               | CC                 | 1                  | 0                  | -           | -           | -           | 8      | 0      |
| 1986-1987        | Empoli           | A                | 17         | 2          | CI              | 6               | 0               | -                  | -                  | -                  | -           | -           | -           | 23     | 2      |
| 1987-1988        | Parma            | B                | 33         | 7          | CI              | 7               | 1               | -                  | -                  | -                  | -           | -           | -           | 40     | 8      |
| 1988-1989        | Parma            | B                | 30         | 3          | CI              | 5               | 2               | -                  | -                  | -                  | -           | -           | -           | 35     | 5      |
| 1989-1990        | Parma            | B                | 33         | 6          | CI              | 0               | 0               | -                  | -                  | -                  | -           | -           | -           | 33     | 6      |
| 1990-1991        | Parma            | A                | 30         | 6          | CI              | 2               | 0               | -                  | -                  | -                  | -           | -           | -           | 32     | 6      |
| 1991-1992        | Parma            | A                | 26         | 2          | CI              | 9               | 1               | CU                 | 1                  | 0                  | -           | -           | -           | 36     | 3      |
| 1992-1993        | Parma            | A                | 23         | 7          | CI              | 5               | 0               | CdC                | 4                  | 0                  | SI          | 1           | 0           | 33     | 7      |
| Totale Parma     | Totale Parma     | Totale Parma     | 175        | 31         |                 | 28              | 4               |                    | 5                  | 0                  |             | 1           | 0           | 209    | 35     |
| 1993-1994        | Torino           | A                | 11         | 0          | CI              | 3               | 0               | CdC                | 2                  | 0                  | SI          | 1           | 0           | 17     | 0      |
| 1994-1995        | Torino           | A                | 16         | 1          | CI              | 2               | 0               | -                  | -                  | -                  | -           | -           | -           | 18     | 1      |
| Totale Torino    | Totale Torino    | Totale Torino    | 33         | 1          |                 | 8               | 0               |                    | 3                  | 0                  |             | 1           | 0           | 45     | 1      |
| lug.-dic. 1995   | Palmeiras        | A                | 1          | 0          | -               | -               | -               | -                  | -                  | -                  | -           | -           | -           | 1      | 0      |
| gen.-giu. 1996   | Palmeiras        | A1/SP            | 15         | 1          | CB              | 3               | 0               | -                  | -                  | -                  | -           | -           | -           | 18     | 1      |
| Totale Palmeiras | Totale Palmeiras | Totale Palmeiras | 1+15       | 0+1        |                 | 3               | 0               |                    | -                  | -                  |             | -           | -           | 19     | 1      |
| 1996-1997        | Saronno          | C1               | 21+2       | 3+0        | CI-C            | ?               | ?               | -                  | -                  | -                  | -           | -           | -           | 23+    | 3+     |
| 1997-1998        | Pistoiese        | C1               | 17+2       | 1+0        | CI+CI-C         | ?               | ?               | -                  | -                  | -                  | -           | -           | -           | 19+    | 1+     |
| 1998-1999        | Faenza           | C2               | 26         | 8          | CI-C            | ?               | ?               | -                  | -                  | -                  | -           | -           | -           | 26+    | 8+     |
| 1999-2000        | Faenza           | C1               | 3          | 0          | CI-C            | ?               | ?               | -                  | -                  | -                  | -           | -           | -           | 3+     | 0+     |
| Totale Faenza    | Totale Faenza    | Totale Faenza    | 29         | 2+0        |                 | ?               | ?               |                    | -                  | -                  |             | -           | -           | 54+    | 2+     |
| Totale carriera  | Totale carriera  | Totale carriera  | 312        | 47         |                 | 45+             | 4+              |                    | 8                  | 0                  |             | 2           | 0           | 367+   | 51+    |

## Palmarès

### Giocatore

#### Competizioni giovanili
- Campionato Primavera: 1

Torino: 1984-1985
- Torneo di Viareggio: 1

Torino: 1985

#### Competizioni statali
- Campionato paulista: 1

Palmeiras: 1996

#### Competizioni nazionali
- Coppa Italia: 1

Parma: 1991-1992

#### Competizioni internazionali
- Coppa delle Coppe: 1

Parma: 1992-1993

### Allenatore

#### Competizioni regionali
- Eccellenza Emilia-Romagna: 1

Crociati Parma: 2006-2007 (Girone A)